# Józef Tomczak
Józef Antoni Tomczak (ur. 2 marca 1885 w Besiekierzu-Górzewie, zm. 26 marca 1958) – polski polityk i działacz społeczny, poseł na Sejm I kadencji w II RP z ramienia Związku Ludowo-Narodowego.

## Życiorys
Początkowo uczył się w domu. W 1903 uzyskał maturę w Wyższej Szkole Rzemieślniczej w Łodzi. W szkole należał do tajnych związków samokształceniowych. Kolportował tam także narodowo-demokratyczne pismo –„Polaka”. Zgłosił się na ochotnika do armii rosyjskiej i służył przez rok jako chorąży. Uczestniczył w wojnie rosyjsko-japońskiej. W 1908 ukończył Wyższe Kursy Handlowe im. Zielińskiego w Warszawie.
Uczestniczył w I wojnie światowej walcząc na froncie galicyjskim. Został ranny w bitwie pod Czerniowcami i przez rok leczył się na Kaukazie. Następnie do rewolucji lutowej 1917 był pomocnikiem wojennego naczelnika w Wołczańsku. W czasie służby w armii rosyjskiej odsiedział tydzień w areszcie za przychylne odnoszenie się do polskich żołnierzy.  
Do Polski wrócił w 1918. Został wójtem gminy Biała. Kierował akcją wyborczą z ramienia Związku Ludowo-Narodowego podczas wyborów do Sejmu Ustawodawczego. Uczestniczył w wojnie polsko-bolszewickiej. Od lipca 1920 do połowy lutego 1921 służył w stopniu porucznika w 40 Pułku Piechoty Dzieci Lwowskich, dowodząc kompanią piechoty. Był członkiem wydziału handlowego przy sejmikach powiatowych brzezińskim i łódzkim. Sprawował funkcje prezesa kółka rolniczego „Dźwignia” w Giecznie i naczelnika miejscowej Straży Ogniowej. W wyborach w 1922 uzyskał mandat z listy nr 8 (Chrześcijański Związek Jedności Narodowej) w okręgu wyborczym nr 18 (pow. Piotrków i Brzeziny). W Sejmie był członkiem klubu Związku Ludowo-Narodowego. Należał do komisji robót publicznych. 
Zmarł 26 marca 1958. Został pochowany na cmentarzu parafialnym w Giecznie. 

## Rodzina
Był synem Ignacego i Pauliny z Jagodzińskich. W 1921 ożenił się z Anielą Twardowską, córką prof. Kazimierza Twardowskiego, filozofa i logika. Jego bratem był biskup Kazimierz Tomczak, natomiast szwagrem był nauczyciel Ignacy Roliński. Miał syna prof. Andrzeja Kazimierza Tomczaka (1922-2017), historyka i archiwistę.  